# Coupe d'Europe des vainqueurs de coupe de football 1986-1987
Navigation
Coupe des coupes 1985-1986 Coupe des coupes 1987-1988
La Coupe d'Europe des vainqueurs de coupe 1986-1987 voit la victoire du club néerlandais de l'Ajax Amsterdam qui bat les Est-Allemands du Lokomotive Leipzig lors de la finale disputée au Stade Spyrídon Loúis d'Athènes.
C'est la première fois qu'un club des Pays-Bas atteint la finale de la Coupe des Coupes, et c'est le quatrième trophée européen de l'Ajax après son triplé réussi en Coupe des clubs champions de 1971 à 1973. Quant au Lokomotive, il s'agit du troisième club d'Allemagne de l'Est à disputer la finale, après le succès du 1. FC Magdebourg en 1974 et la défaite du FC Carl Zeiss Iéna en 1981.
C'est l'attaquant néerlandais de l'Ajax Amsterdam, John Bosman, qui remporte le titre de meilleur buteur de l'épreuve avec huit réalisations.
Le tenant du trophée, le Dynamo Kiev, ne défend pas son titre car en tant que vainqueur du championnat d'URSS 1985, il se qualifie pour la Coupe des clubs champions.

## Seizièmes de finale
| Équipe 1            | Résultat | Équipe 2              | Aller | Retour             |
| ------------------- | -------- | --------------------- | ----- | ------------------ |
| AS Rome             | 2 - 2    | Real Saragosse        | 2 - 0 | 0 - 2 ap tab (6-7) |
| Zurrieq FC          | 0 - 7    | Wrexham AFC           | 0 - 3 | 0 - 4              |
| Boldklubben 1903    | 1 - 2    | Vitosha Sofia         | 1 - 0 | 0 - 2              |
| Vasas SC            | 4 - 5    | Velez Mostar          | 2 - 2 | 2 - 3              |
| 17 Nëntori Tirana   | 3 - 1    | Dinamo Bucarest       | 1 - 0 | 2 - 1              |
| Malmö FF            | 7 - 2    | Apollon Limassol      | 6 - 0 | 1 - 2              |
| Bursaspor           | 0 - 7    | Ajax Amsterdam        | 0 - 2 | 0 - 5              |
| Olympiakos Le Pirée | 6 - 0    | Union Luxembourg      | 3 - 0 | 3 - 0              |
| Benfica Lisbonne    | 4 - 1    | Lillestrøm SK         | 2 - 0 | 2 - 1              |
| Waterford United    | 1 - 6    | Girondins de Bordeaux | 1 - 2 | 0 - 4              |
| FC Haka Valkeakoski | 3 - 5    | Torpedo Moscou        | 2 - 2 | 1 - 3              |
| VfB Stuttgart       | 1 - 0    | Spartak Trnava        | 1 - 0 | 0 - 0              |
| Rapid Vienne        | 7 - 6    | FC Bruges             | 4 - 3 | 3 - 3              |
| Glentoran FC        | 1 - 3    | Lokomotive Leipzig    | 1 - 1 | 0 - 2              |
| Fram Reykjavik      | 0 - 4    | GKS Katowice          | 0 - 3 | 0 - 1              |
| Aberdeen FC         | 2 - 4    | FC Sion               | 2 - 1 | 0 - 3              |

## Huitièmes de finale
| Équipe 1          | Résultat | Équipe 2              | Aller | Retour    |
| ----------------- | -------- | --------------------- | ----- | --------- |
| Real Saragosse    | 2 - 2    | Wrexham AFC           | 0 - 0 | e2 - 2 ap |
| Levski Sofia      | 5 - 4    | Velez Mostar          | 2 - 0 | 3 - 4     |
| 17 Nëntori Tirana | 0 - 3    | Malmö FF              | 0 - 3 | 0 - 0     |
| Ajax Amsterdam    | 5 - 1    | Olympiakos            | 4 - 0 | 1 - 1     |
| Benfica Lisbonne  | 1 - 2    | Girondins de Bordeaux | 1 - 1 | 0 - 1     |
| Torpedo Moscou    | 7 - 3    | VfB Stuttgart         | 2 - 0 | 5 - 3     |
| Rapid Vienne      | 2 - 3    | Lokomotive Leipzig    | 1 - 1 | 1 - 2     |
| GKS Katowice      | 2 - 5    | FC Sion               | 2 - 2 | 0 - 3     |

## Quarts de finale
| Équipe 1              | Résultat | Équipe 2       | Aller | Retour |
| --------------------- | -------- | -------------- | ----- | ------ |
| Real Saragosse        | 4 - 0    | Vitosha Sofia  | 2 - 0 | 2 - 0  |
| Malmö FF              | 2 - 3    | Ajax Amsterdam | 1 - 0 | 1 - 3  |
| Girondins de Bordeaux | 3 - 3    | Torpedo Moscou | 1 - 0 | e2 - 3 |
| Lokomotive Leipzig    | 2 - 0    | FC Sion        | 2 - 0 | 0 - 0  |

## Demi-finales
| Équipe 1              | Résultat | Équipe 2           | Aller | Retour             |
| --------------------- | -------- | ------------------ | ----- | ------------------ |
| Real Saragosse        | 2 - 6    | Ajax Amsterdam     | 2 - 3 | 0 - 3              |
| Girondins de Bordeaux | 1 - 1    | Lokomotive Leipzig | 0 - 1 | 1 - 0 ap (5-6) tab |

## Finale
| Équipe 1       | Résultat | Équipe 2           |
| -------------- | -------- | ------------------ |
| Ajax Amsterdam | 1 - 0    | Lokomotive Leipzig |